# Državna cesta D100
Die Državna Cesta D100 (kroatisch für ‚Nationalstraße D100‘) ist eine Inselhauptstraße auf den Inseln Cres und Lošinj. Sie verbindet den Fährort Porozina mit Veli Lošinj und erschließt die beiden Inseln komplett in Nord-Süd-Richtung.

## Straßenverlauf

### Nordabschnitt (Cres)
Die Straße beginnt im Fährort Porozina, wo die Fährschiffe aus Brestova ankommen. Es folgt eine Abzweigung nach Filozići, eine nach Dragozetići und eine nach Ivanje sowie eine weitere nach Sveti Petar und weiter nach Beli. Danach kommen die Dörfer Predošćica und Vodice. Nach Vodice folgt eine Kreuzung mit der Državna Cesta D101, die nach Merag führt, wo eine Fährverbindung zur Insel Krk besteht. Dort setzt die Državna cesta D104 fort. Zunächst kommt die Inselhauptstadt Cres, die die Straße am Ostrand passiert. Als Nächstes kommt eine Abzweigung nach Loznati, das Dörfchen Krčina und Abzweigungen nach Orlec, Zbišina, Stanić und zum Vrana-See. Die nächste Kreuzung führt nach Stivan, Miholašćica und Martinšćica. Danach folgt das kleine Dorf Belej und Abzweigungen nach Ustrine und nach Punta Križa. In der kommenden Ortschaft Osor überquert die Straße auf einer Drehbrücke den Kanal von Osor, der die Inseln Cres und Lošinj voneinander trennt.

### Südabschnitt (Lošinj)
Auf Lošinj setzt sich die Straße fort und erschließt die Ortschaften Lopari, Nerezine, Sveti Jakov und Ćunski, wo man in Richtung Flugplatz Lošinj abbiegen kann. Nach der Most Privlaka, einer weiteren Drehbrücke über einen zweiten Kanal folgen zuletzt die Kleinstädte Mali Lošinj und Veli Lošinj, wo die Straße an einem Kreisverkehr endet.

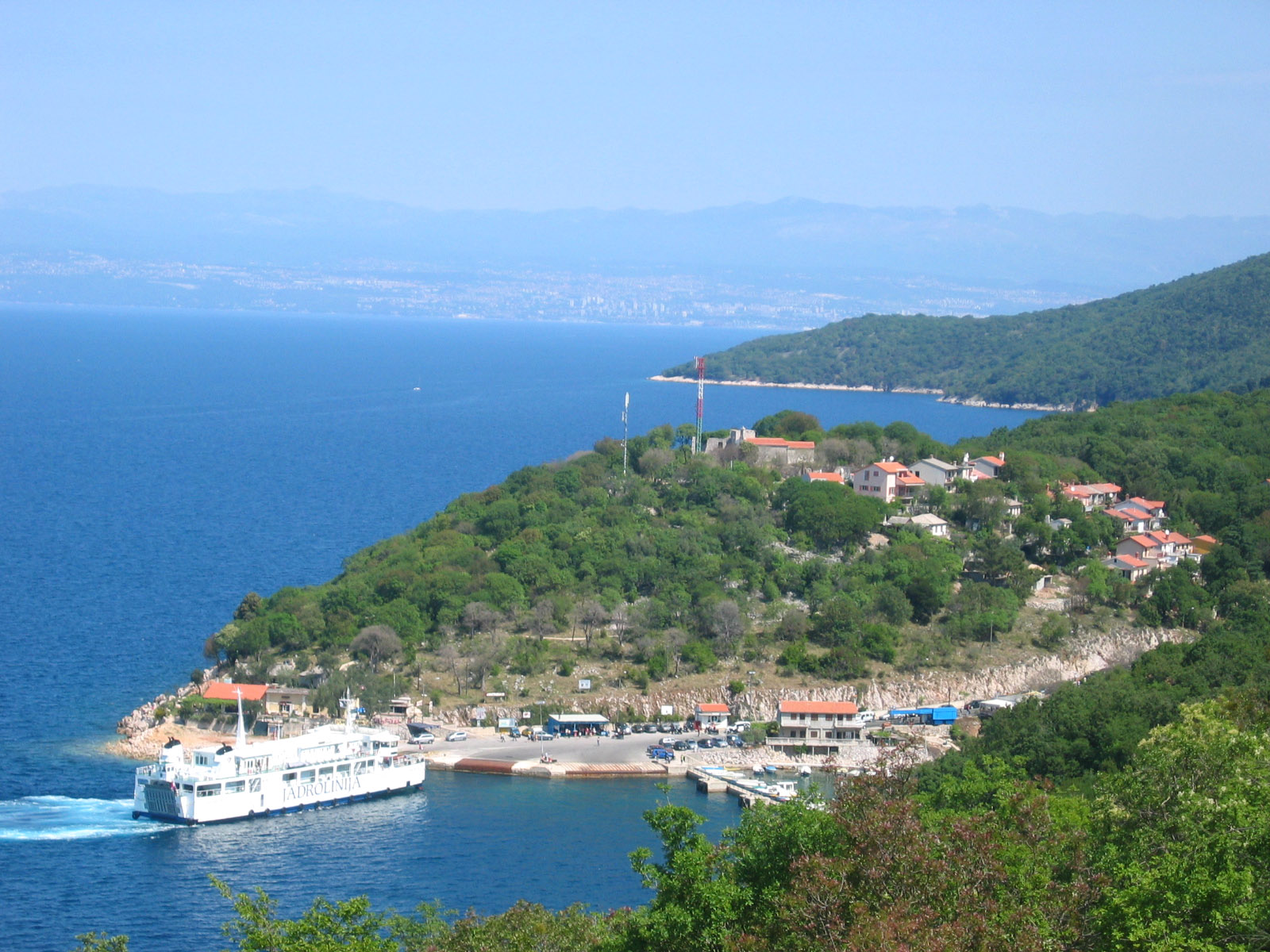
Fährhafen von Porozina
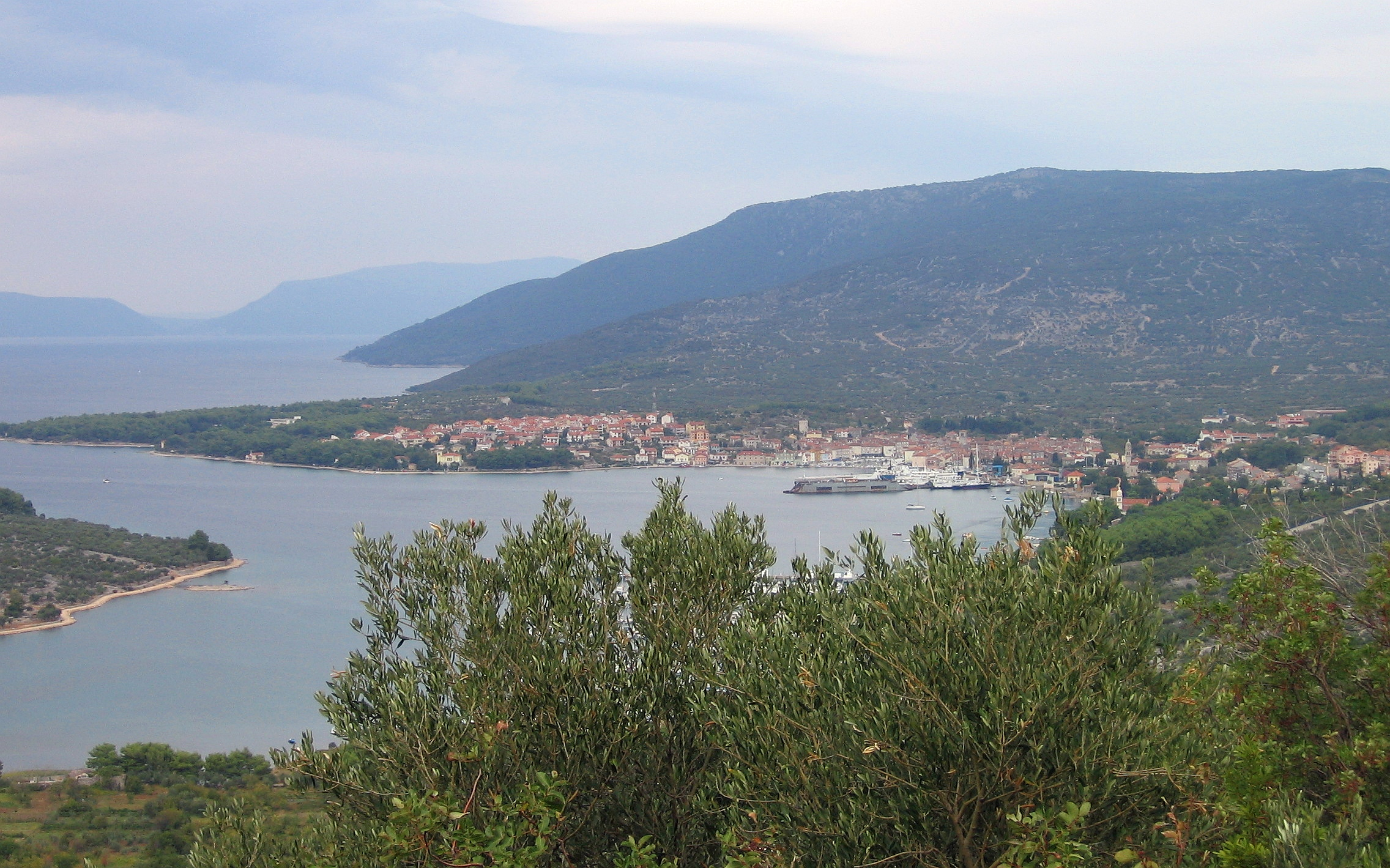
Die Stadt Cres
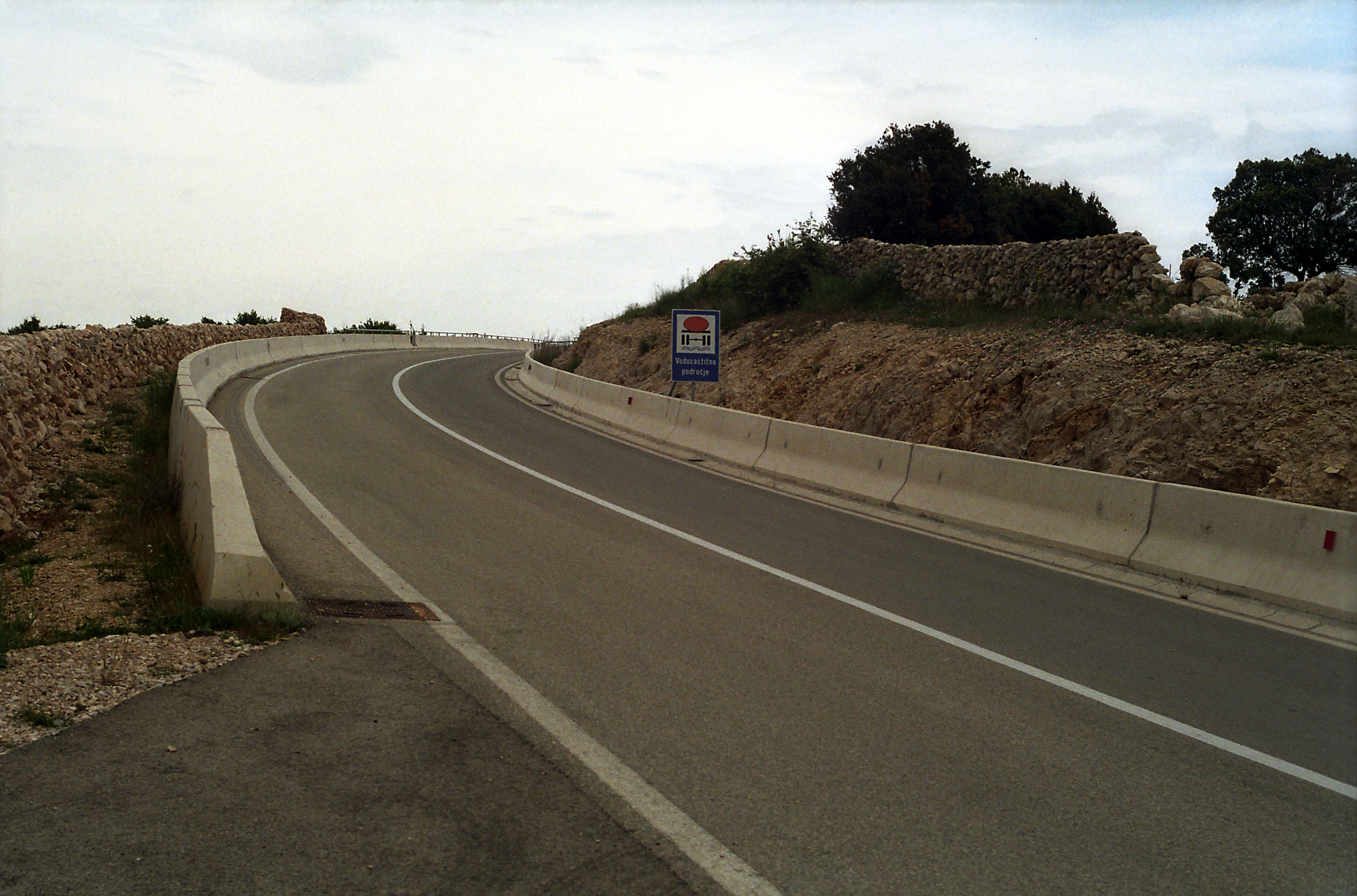
Ausbauabschnitt, 2009
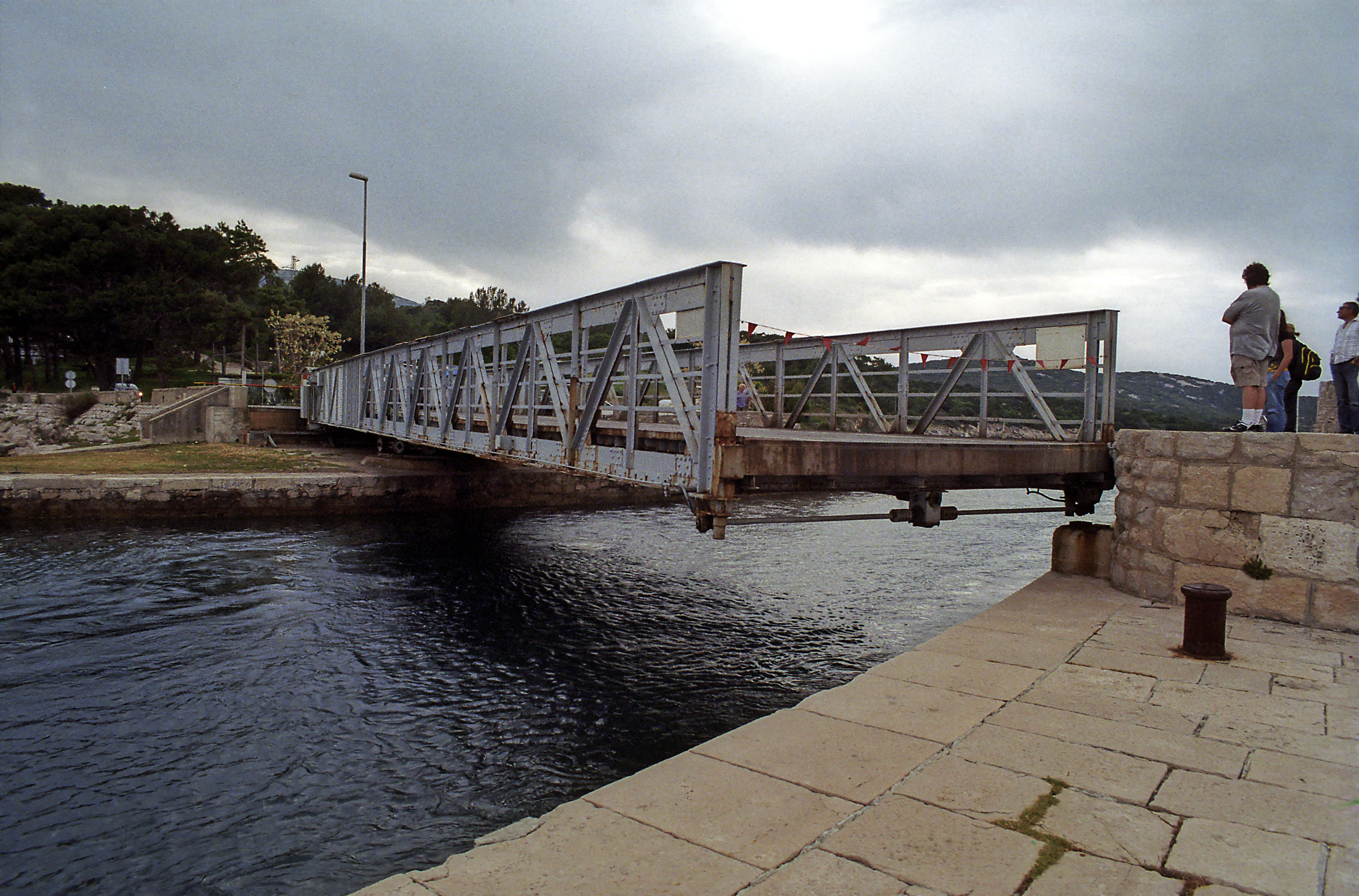
Drehbrücke in Osor
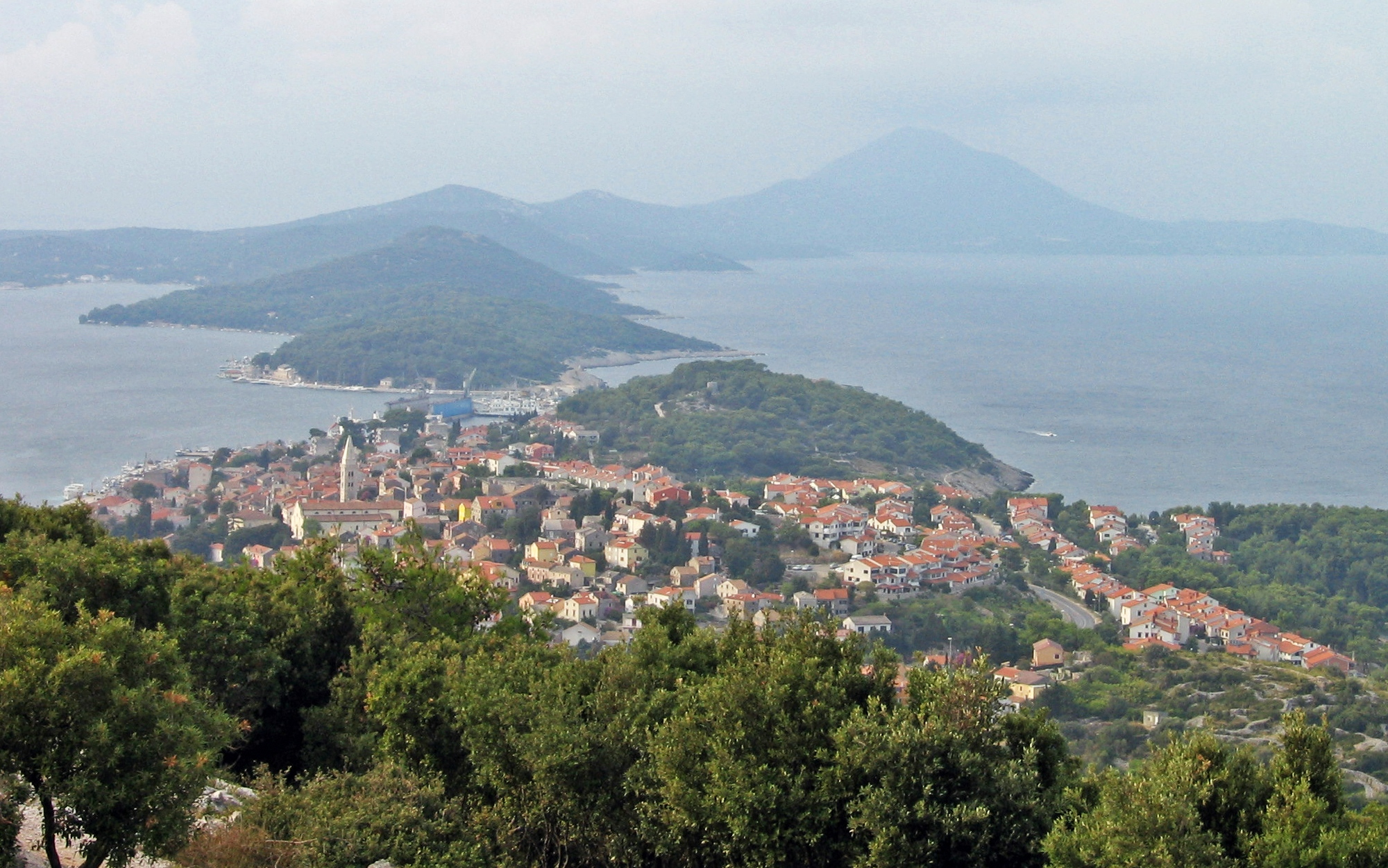
Mali Lošinj
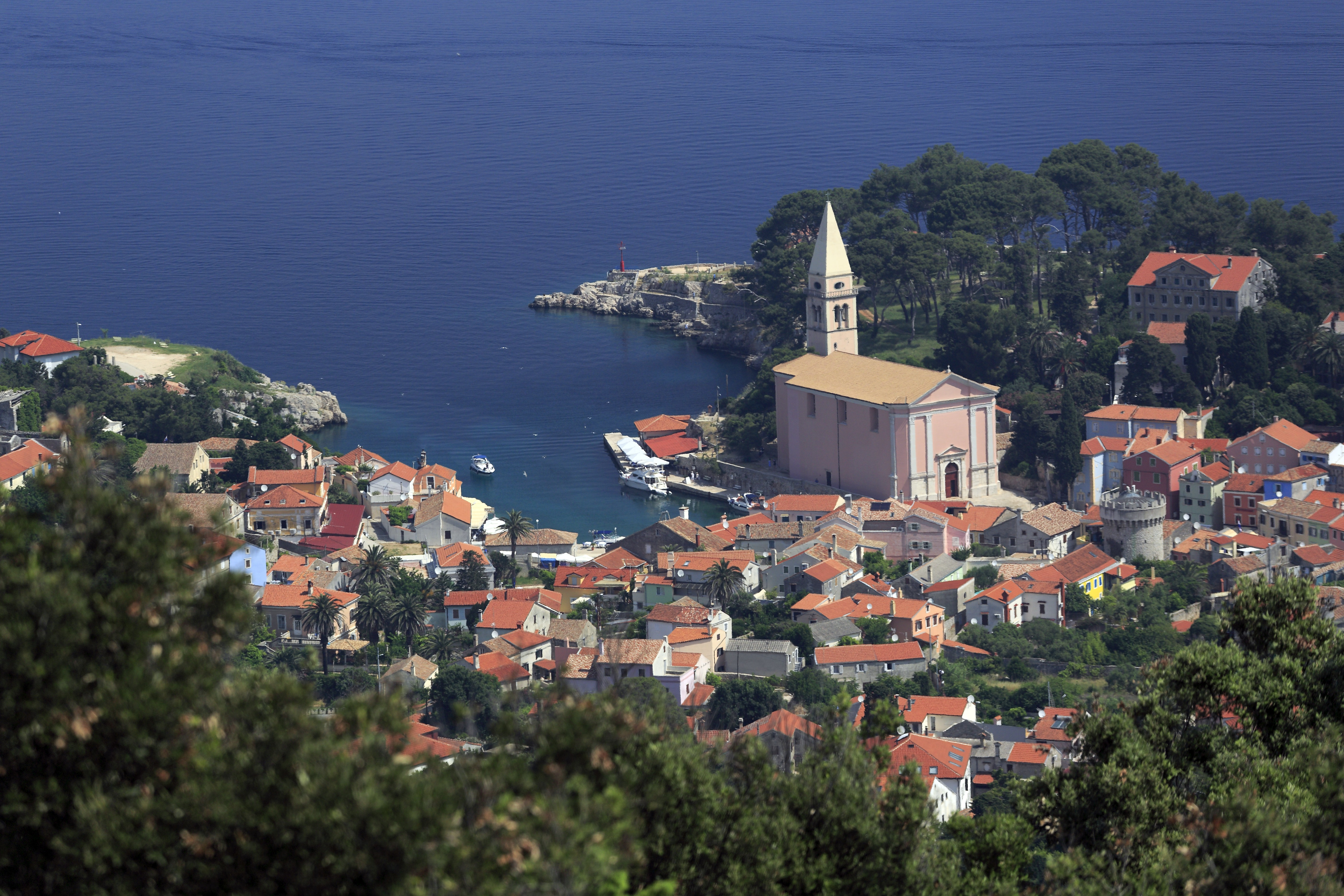
Veli Lošinj